# Андре Андерсон
Андре Андерсон (порт. André Anderson, нар. 23 вересня 1999, Маракаї) — бразильський і італійський футболіст, півзахисник клубу «Лаціо». Грав за юнацьку збірну Італії. На правах оренди грає за бразильський «Сан-Паулу».

## Клубна кар'єра
Народився 23 вересня 1999 року в місті Маракаї. Вихованець юнацьких команд «Сантуса».
2018 року перебрався до Італії, де уклав контракт з римським «Лаціо». Пізніше того ж року був відданий в оренду до «Салернітани», у складі якої і дебютував на дорослому рівні, взявши участь у 17 матчах Серії B.
Сезон 2019/20 проводив вже у «Лаціо», дебютувавши в іграх елітного італійського дивізіону. Наступний сезон знову провів в оренді в друголіговій «Салернітані», де вжк був гравцем основного складу. Влітку 2021 року повернувся до «Лаціо». Протягом сезону 2021/22 провів чотири гри в Серії A.
У квітні 2022 року повернувся на батьківщину, приєднавшись на правах оренди до «Сан-Паулу».

## Виступи за збірну
Отримавши італійське громодянство, 2019 року дебютував у складі юнацької збірної Італії (U-20), за яку взяв участь у 6 іграх, відзначившись одним забитим голом.

## Статистика виступів

### Статистика клубних виступів
Станом на 15 травня 2022
| Сезон                   | Команда                 | Чемпіонат               | Чемпіонат | Чемпіонат | Національний кубок | Національний кубок | Національний кубок | Континентальні кубки | Континентальні кубки | Континентальні кубки | Інші змагання | Інші змагання | Інші змагання | Усього | Усього |
| Сезон                   | Команда                 | Ліга                    | Ігор      | Голів     | Ліга               | Ігор               | Голів              | Ліга                 | Ігор                 | Голів                | Ліга          | Ігор          | Голів         | Ігор   | Голів  |
| ----------------------- | ----------------------- | ----------------------- | --------- | --------- | ------------------ | ------------------ | ------------------ | -------------------- | -------------------- | -------------------- | ------------- | ------------- | ------------- | ------ | ------ |
| 2018–19                 | «Салернітана»           | B                       | 17+1      | 2         | КІ                 | 0                  | 0                  | -                    | -                    | -                    | -             | -             | -             | 18     | 2      |
| 2019–20                 | «Лаціо»                 | A                       | 6         | 0         | КІ                 | 1                  | 0                  | ЛЄ                   | -                    | -                    | СІ            | 0             | 0             | 7      | 0      |
| 2020–21                 | «Салернітана»           | B                       | 28        | 5         | КІ                 | 0                  | 0                  | -                    | -                    | -                    | -             | -             | -             | 28     | 5      |
| Усього за «Салернітану» | Усього за «Салернітану» | Усього за «Салернітану» | 45+1      | 7         |                    | 0                  | 0                  |                      | -                    | -                    |               | -             | -             | 46     | 7      |
| 2021-квіт. 2022         | «Лаціо»                 | A                       | 4         | 0         | КІ                 | 0                  | 0                  | ЛЄ                   | 0                    | 0                    | -             | -             | -             | 4      | 0      |
| Усього за «Лаціо»       | Усього за «Лаціо»       | Усього за «Лаціо»       | 10        | 0         |                    | 1                  | 0                  |                      | 0                    | 0                    |               | 0             | 0             | 11     | 0      |
| 2022                    | «Сан-Паулу»             | A                       | 3         | 0         | КБ                 | 1                  | 0                  | ПАК                  | 0                    | 0                    | -             | -             | -             | 5      | 0      |
| Усього за кар'єру       | Усього за кар'єру       | Усього за кар'єру       | 60        | 7         |                    | 2                  | 0                  |                      | 0                    | 0                    |               | 0             | 0             | 62     | 7      |